# Pałac w Dobrzeniu
Pałac w Dobrzeniu – zabytkowy pałac wybudowany w Dobrzeniu – wsi w Polsce, w województwie dolnośląskim, w powiecie oleśnickim, w gminie Dobroszyce. 

## Historia
Pałac wzniesiony w 1891, w stylu późnego renesansu francuskiego powstał najprawdopodobniej na zrębach dawnego dworu. Wybudowano go dla Rudolfa von Kulmitz. Miało to podkreślić splendor rodziny mieszkającej w rezydencji, potęgę rodu i jego związek z przeszłością. Pałac jest dwukondygnacyjną, murowaną z cegły i otynkowaną budowlą z łamanym dachem, lukarnami i czterokondygnacyjną wieżą. Przylega do niego oranżeria. Wewnątrz pałacu zachowały się oryginalne elementy wystroju, m.in. świetliki klatek schodowych i żeliwne schody o ażurowej konstrukcji, a także oryginalne posadzki, stolarka okienna i drzwiowa oraz dekoracje w sali reprezentacyjnej wykonane w stiuku i piękny rzeźbiony w drewnie żyrandol. Pałac jest w dobrym stanie, nie wymaga gruntownego remontu, a jedynie drobnego liftingu. Do niedawna jeszcze mieściło się w nim przedszkole, później był zamieszkiwany. Wrocławska ANR sprzedała pałac w Dobrzeniu w przetargu. Nowy właściciel przejmie go jednak bez lokatorów, którzy przeniosą się do nowych mieszkań. Jedna z głównych atrakcji gminy Dobroszyce. 
Obiekt jest częścią zespołu pałacowego, w skład którego wchodzą jeszcze park i oranżeria.

## Galeria

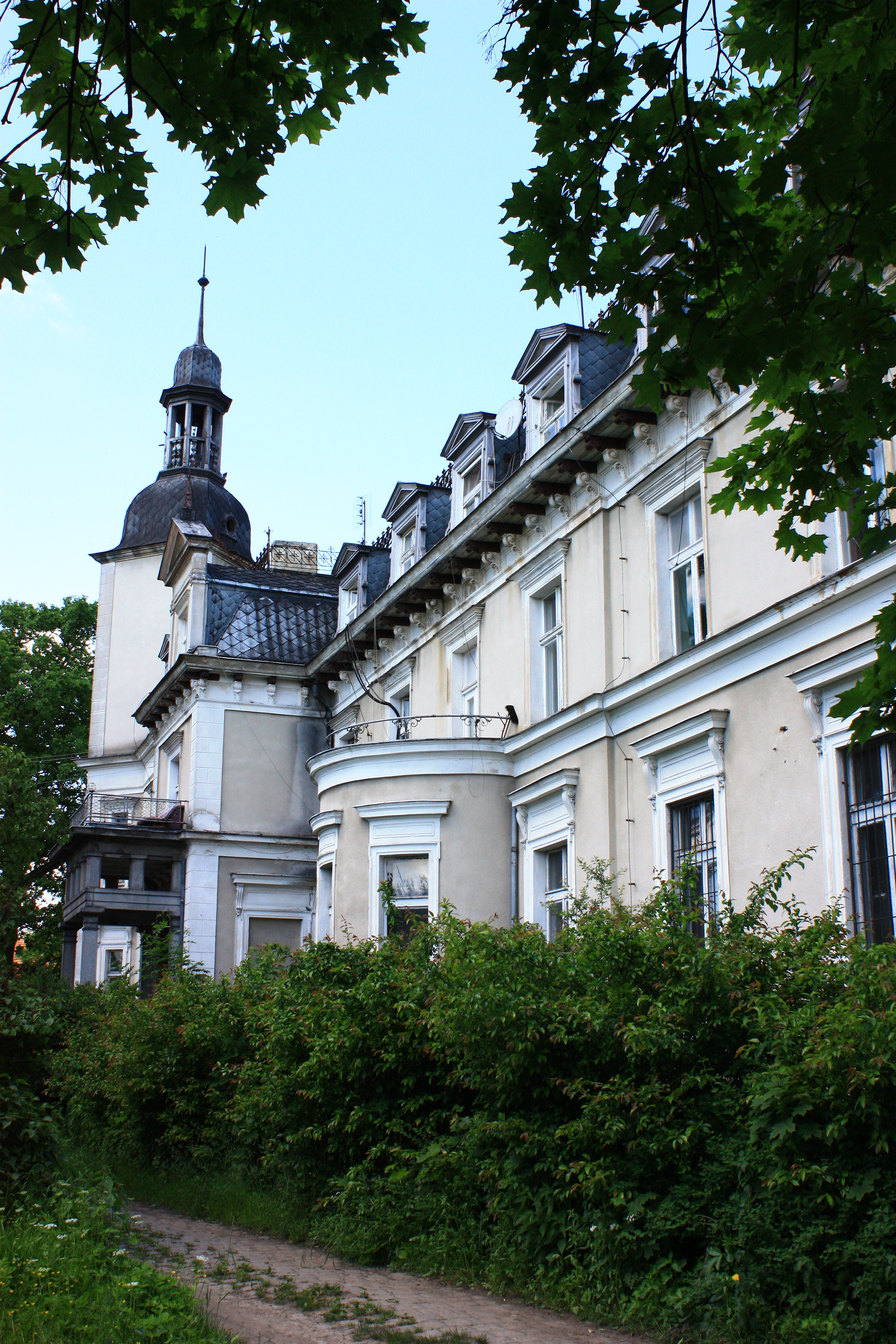
Fasada południowa pałacu
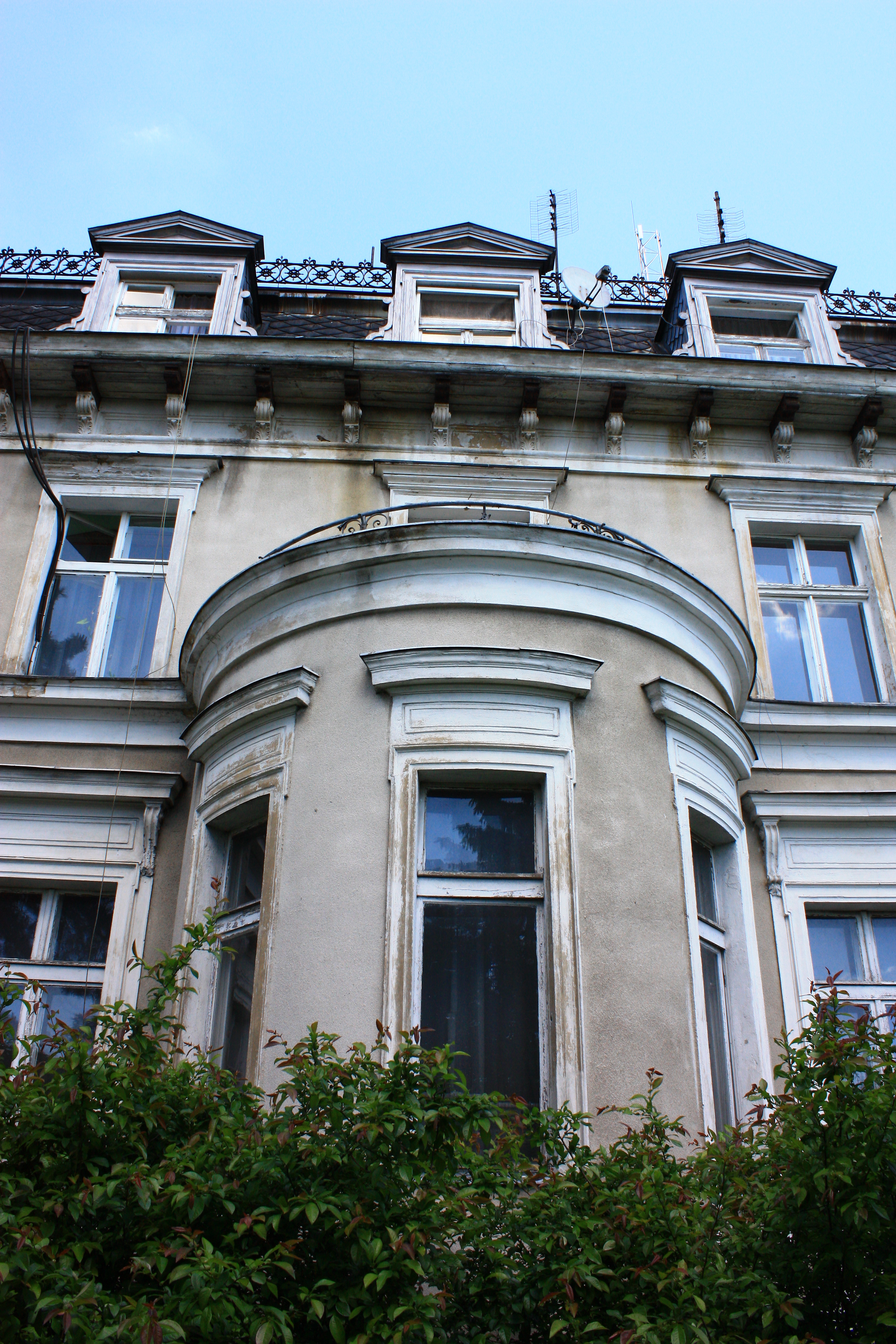
Fragment fasady południowej
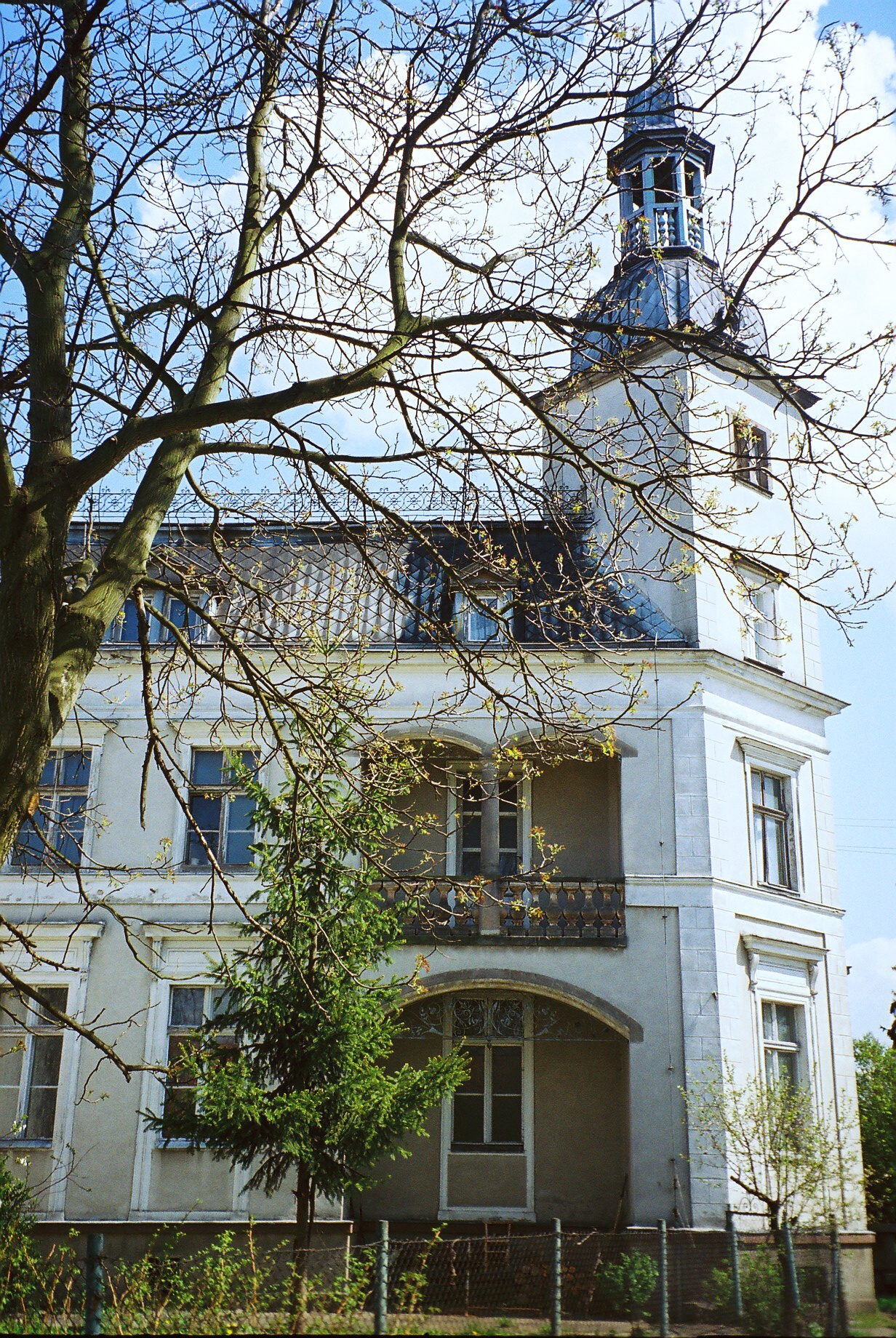
Wieża pałacowa od strony zachodniej